# Duan Zhigui
Duan Zhigui (段芝貴, 1869 - mars 1925) est un général et seigneur de la guerre chinois. 
Né à Hefei dans la province de l'Anhui, Duan devient gouverneur du Heilongjiang à la fin de la dynastie Qing, et il est gouvernement de la province du Cháhāěr en 1912-13, puis gouverneur militaire du Hubei en 1914–15, ainsi que ministre et gouverneur civil du Fengtian en 1915-16.
Fervent partisan de Yuan Shikai, il est surnommé le « prince adopté », et lorsque Duan Qirui, également natif de Hefei, prend le gouvernement de Pékin, il nomme Duan Zhigui au poste de ministre de la Guerre en 1917. Cependant, après la défaite de Duan Qirui en 1920, Duan Zhigui se réfugie à l'ambassade japonaise. Il en sort en 1922 et vit à Tianjin jusqu'à sa mort en 1925.